# آدم براون (لاعب هوكي جليد)
آدم براون (بالإنجليزية: Adam Brown)‏ هو لاعب هوكي جليد أمريكي، ولد في 4 فبراير 1920 في جونستون ‏ في المملكة المتحدة، وتوفي في 9 أغسطس 1960 بسبب حادث مرور.

## وصلات خارجية
- آدم براون على موقع دوري الهوكي الوطني (الإنجليزية)
- آدم براون على موقع قاعة مشاهير الهوكي (لاعب أن.إتش.أل) (الإنجليزية)
- آدم براون على موقع EliteProspects.com (الإنجليزية)
- آدم براون على موقع HockeyDB.com (الإنجليزية)
- آدم براون على موقع Hockey-Reference.com (الإنجليزية)